# Sonja van der Velden
Sonja Rosalinde van der Velden (Nijmegen, 11 februari 1976) is een Nederlands synchroonzwemster. In 2004 nam ze deel aan de Olympische Spelen van Athene, maar wist de finale net niet te bereiken. In april 2008 wist ze samen met haar tweelingzus, Bianca van der Velden, een ticket voor de Olympische Spelen van Peking in 2008 veilig te stellen.
Sinds 2001 trainen de dames in de Verenigde Staten onder leiding van hun coach en olympisch kampioene Nathalie S. Bartleson. Reden hiervoor waren de uitgebreidere trainingsmogelijkheden in de VS.
Van der Velden haalde gedurende haar sportloopbaan een HEAO-diploma 'commerciële economie' aan de Randstad Topsport Academie.